# Türkische Fußballnationalmannschaft (U-19-Frauen)
Die türkische Fußballnationalmannschaft der U-19-Frauen repräsentiert die Türkei im internationalen Frauenfußball innerhalb der Altersklasse unter 19 Jahren. Die Auswahl ist dem türkischen Verband unterstellt. Größere sportliche Erfolge liegen bislang nicht vor. In den Kader der Mannschaft wurden auch Deutschtürkinnen berufen.

## Turnierbilanz

### Europameisterschaft
- 1998: Qualifikation
- 1999: Qualifikation
- 2000: 2. Qualifikationsrunde
- 2001: 2. Qualifikationsrunde
- 2002: 2. Qualifikationsrunde
- 2003: 1. Qualifikationsrunde
- 2004: 1. Qualifikationsrunde
- 2005: nicht teilgenommen
- 2006: nicht teilgenommen
- 2007: 1. Qualifikationsrunde
- 2008: 1. Qualifikationsrunde
- 2009: 1. Qualifikationsrunde